# Hardistiella
Hardistiella is een geslacht van uitgestorven vissen uit de lampreien, daterend uit het Carboon, op de Bear Gulch-kalksteenvindplaats in de Amerikaanse staat Montana. 
De typesoort Hardistiella montanensis werd in 1983 benoemd door Pilippe Janvier en Richard Lund. De geslachtnaam eert professor Martin W. Hardisty, de grootste expert op het gebied van de lampreien. De soortaanduiding verwijst naar de herkomst uit Montana.
Het holotype is MV 7696.
De anaalvin is goed ontwikkeld. De staart is hypocercaal. De voorste rugvin is langwerpig. In het labyrint van het oor zijn mogelijke otholieten aangetroffen.